# Medellín-EPM
L'equip Medellín-EPM (codi UCI: MED) és un equip de ciclisme colombià de categoria continental. Es va crear el 2017.

## Principals resultats
- Volta a la comunitat de Madrid: Óscar Sevilla (2017)
- Tour d'Ankara: Brayan Ramírez (2017)
- Volta a Xile: Nicolás Paredes (2017)
- Volta a San Juan: Óscar Sevilla (2018) i Miguel Ángel López (2023)
- Volta a Michoacán: Nicolás Paredes (2018)
- Vuelta a la Independencia Nacional: Robinson Chalapud (2019)
- Volta a l'Uruguai : Walter Vargas (2019)
- Volta al llac Qinghai: Robinson Chalapud (2019)
- Volta a Colòmbia: José Tito Hernández (2021) i Fabio Duarte (2022)

### Campionats nacionals
- Campionat de Colòmbia en contrarellotge: 2021 (Walter Vargas)

## Composició de l'equip
| \| Llista de l'equip 2017 \| Llista de l'equip 2017 \| Llista de l'equip 2017 \| Llista de l'equip 2017 \| \| Ciclista \| Data de naixement \| Equip previ \| \| \| --------------------------------------- \| ---------------------- \| ------------------------------------------------- \| ---------------------- \| \| Juan Esteban Arango Carvajal \| 9 de octubre de 1986 \| Coldeportes-Claro (2016) \| \| \| Julián Cardona \| 19 de gener de 1997 \| \| \| \| Eduardo Estrada \| 25 de gener de 1995 \| EPM-Tigo-Une-Área Metropolitana (2016) \| \| \| Cristhian Montoya \| 4 de agost de 1989 \| Aguardiente Antioqueño-Lotería de Medellín (2016) \| \| \| Javier Ignacio Montoya \| 17 de octubre de 1997 \| \| \| \| Robinson Ortega \| 20 de juny de 1996 \| Boyacá Raza de Campeones (2016) \| \| \| Róbigzon Oyola Oyola \| 10 de agost de 1988 \| EPM-Tigo-Une-Área Metropolitana (2016) \| \| \| Nicolás Paredes Avellaneda \| 5 de setembre de 1992 \| Strongman-Campagnolo-Wilier (2016) \| \| \| Brayan Ramírez Chacón \| 20 de novembre de 1992 \| Movistar Team América (2016) \| \| \| Weimar Roldán Ortiz \| 17 de maig de 1985 \| EPM-Tigo-Une-Área Metropolitana (2016) \| \| \| Óscar Sevilla Rivera \| 29 de setembre de 1976 \| EPM-Tigo-Une-Área Metropolitana (2016) \| \| \| Walter Vargas \| 16 de abril de 1992 \| Aguardiente Antioqueño-Lotería de Medellín (2016) \| \| \| \| \| \| \| \| Fonts: ProCyclingStats Cycling Quotient \| \| \| \| |                        |                                                   |  |
| Llista de l'equip 2017 |                        |                                                   |  |
| Ciclista | Data de naixement      | Equip previ                                       |  |
| Juan Esteban Arango Carvajal | 9 de octubre de 1986   | Coldeportes-Claro (2016)                          |  |
| Julián Cardona | 19 de gener de 1997    |                                                   |  |
| Eduardo Estrada | 25 de gener de 1995    | EPM-Tigo-Une-Área Metropolitana (2016)            |  |
| Cristhian Montoya | 4 de agost de 1989     | Aguardiente Antioqueño-Lotería de Medellín (2016) |  |
| Javier Ignacio Montoya | 17 de octubre de 1997  |                                                   |  |
| Robinson Ortega | 20 de juny de 1996     | Boyacá Raza de Campeones (2016)                   |  |
| Róbigzon Oyola Oyola | 10 de agost de 1988    | EPM-Tigo-Une-Área Metropolitana (2016)            |  |
| Nicolás Paredes Avellaneda | 5 de setembre de 1992  | Strongman-Campagnolo-Wilier (2016)                |  |
| Brayan Ramírez Chacón | 20 de novembre de 1992 | Movistar Team América (2016)                      |  |
| Weimar Roldán Ortiz | 17 de maig de 1985     | EPM-Tigo-Une-Área Metropolitana (2016)            |  |
| Óscar Sevilla Rivera | 29 de setembre de 1976 | EPM-Tigo-Une-Área Metropolitana (2016)            |  |
| Walter Vargas | 16 de abril de 1992    | Aguardiente Antioqueño-Lotería de Medellín (2016) |  |
| |                        |                                                   |  |
| Fonts: ProCyclingStats Cycling Quotient |                        |                                                   |  |

| \| Llista de l'equip 2018 \| Llista de l'equip 2018 \| Llista de l'equip 2018 \| Llista de l'equip 2018 \| \| Ciclista \| Data de naixement \| Equip previ \| \| \| -------------------------- \| ---------------------- \| ------------------------------------------------- \| ---------------------- \| \| Omar Mendoza Cardona \| 25 de novembre de 1989 \| Bicicletas Strongman (2017) \| \| \| Róbigzon Oyola Oyola \| 10 de agost de 1988 \| EPM-Tigo-Une-Área Metropolitana (2016) \| \| \| Nicolás Paredes Avellaneda \| 5 de setembre de 1992 \| Strongman-Campagnolo-Wilier (2016) \| \| \| Weimar Roldán Ortiz \| 17 de maig de 1985 \| EPM-Tigo-Une-Área Metropolitana (2016) \| \| \| Óscar Sevilla Rivera \| 29 de setembre de 1976 \| EPM-Tigo-Une-Área Metropolitana (2016) \| \| \| Walter Vargas \| 16 de abril de 1992 \| Aguardiente Antioqueño-Lotería de Medellín (2016) \| \| \| Cristhian Montoya \| 4 de agost de 1989 \| Aguardiente Antioqueño-Lotería de Medellín (2016) \| \| \| Jonathan Caicedo Cepeda \| 28 de abril de 1993 \| Bicicletas Strongman (2017) \| \| \| Robinson Chalapud Gómez \| 8 de març de 1984 \| GW Shimano (2017) \| \| \| \| \| \| \| \| Font: ProCyclingStats \| \| \| \| |                        |                                                   |  |
| Llista de l'equip 2018 |                        |                                                   |  |
| Ciclista | Data de naixement      | Equip previ                                       |  |
| Omar Mendoza Cardona | 25 de novembre de 1989 | Bicicletas Strongman (2017)                       |  |
| Róbigzon Oyola Oyola | 10 de agost de 1988    | EPM-Tigo-Une-Área Metropolitana (2016)            |  |
| Nicolás Paredes Avellaneda | 5 de setembre de 1992  | Strongman-Campagnolo-Wilier (2016)                |  |
| Weimar Roldán Ortiz | 17 de maig de 1985     | EPM-Tigo-Une-Área Metropolitana (2016)            |  |
| Óscar Sevilla Rivera | 29 de setembre de 1976 | EPM-Tigo-Une-Área Metropolitana (2016)            |  |
| Walter Vargas | 16 de abril de 1992    | Aguardiente Antioqueño-Lotería de Medellín (2016) |  |
| Cristhian Montoya | 4 de agost de 1989     | Aguardiente Antioqueño-Lotería de Medellín (2016) |  |
| Jonathan Caicedo Cepeda | 28 de abril de 1993    | Bicicletas Strongman (2017)                       |  |
| Robinson Chalapud Gómez | 8 de març de 1984      | GW Shimano (2017)                                 |  |
| |                        |                                                   |  |
| Font: ProCyclingStats |                        |                                                   |  |

## Classificacions UCI

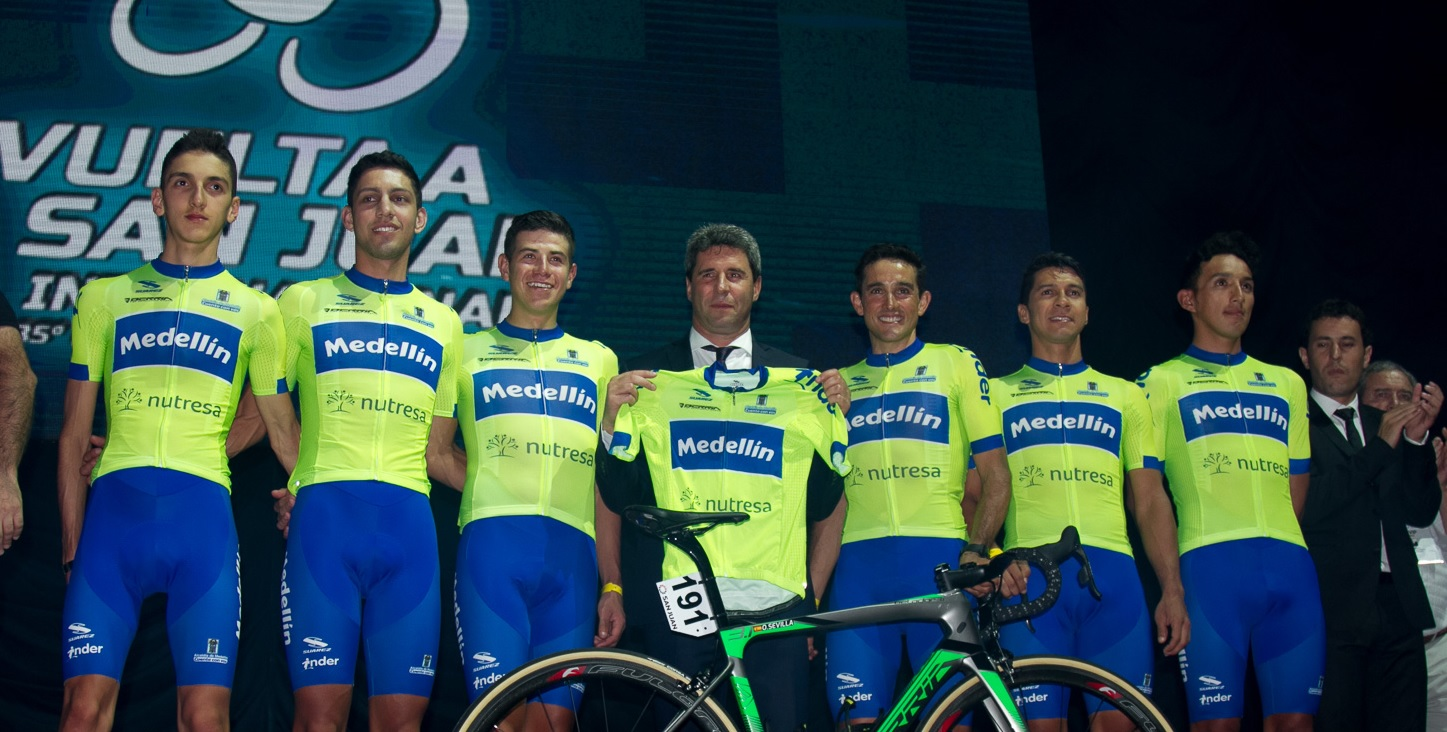
L'equip al 2017

L'equip participa en els Circuits continentals de ciclisme. La següent classificació estableix la posició de l'equip en finalitzar la temporada.
UCI Amèrica Tour
| Temporada | Classificació per equips | Millor ciclista en la classificació individual |
| --------- | ------------------------ | ---------------------------------------------- |
| 2017      | 8è                       | Óscar Sevilla (17è)                            |
| 2018      | 5è                       | Óscar Sevilla (36è)                            |
| 2019      | 1r                       | Robinson Chalapud (16è)                        |
| 2020      | 1r                       | Nicolás Paredes (16è)                          |
| 2021      | 5è                       | Walter Vargas (16è)                            |
| 2022      | 4t                       | Walter Vargas (16è)                            |

UCI Europa Tour
| Temporada | Classificació per equips | Millor ciclista en la classificació individual |
| --------- | ------------------------ | ---------------------------------------------- |
| 2017      | 61è                      | Óscar Sevilla (116è)                           |
| 2018      | 80è                      | Jonathan Caicedo (272è)                        |
| 2019      | -                        | Óscar Sevilla (148è)                           |
| 2020      | -                        | Óscar Sevilla (185è)                           |
| 2021      | -                        | Óscar Sevilla (413è)                           |
| 2022      | -                        | Óscar Sevilla (1395è)                          |